# Patelloida toloensis
Patelloida toloensis is een slakkensoort uit de familie van de Lottiidae. De wetenschappelijke naam van de soort is voor het eerst geldig gepubliceerd in 1980 door Christiaens.